# Culicoides alatavicus
Culicoides alatavicus is een muggensoort uit de familie van de knutten (Ceratopogonidae). De wetenschappelijke naam van de soort is voor het eerst geldig gepubliceerd in 1971 door Gutsevich & Smatov, in Smatov & Isimbekov.